# Société de transports automobiles des Hautes Vosges
La Société de transports automobiles des Hautes Vosges (STAHV), était une entreprise vosgienne de transport interurbain de voyageurs. Très connue dans les Vosges, elle a été active pendant 47 ans.

## Historique
L'entreprise est fondée en 1956 par Hubert Charton, également connu pour avoir donné naissance aux toutes premières stations de sport d'hiver dans les Vosges. En 1948, il lance l'exploitation de la station de ski de la Schlucht et du Markstein, en faisant installer des remontées mécaniques sur ces massifs.
La Société des Téléskis des Hautes Vosges restera longtemps associée à la STAHV par un lien capitalistique direct et par la famille Charton jusqu'à la radiation de cette société du RCS en 2007.
Il y avait en l'occurrence à cette époque une synergie entre les remontées mécaniques et le fait de pouvoir y véhiculer des usagers.
L'entreprise a été longtemps (?-2001) dirigée par Guy Charton (Épinal, 25 juin 1932, Saint-Dié-des-Vosges 20 juillet 2014), fils unique du fondateur Hubert Charton, et petit-fils de Paul Charton, ancien maire de Gérardmer de 1923 à 1929, et directeur de la Manufacture des Feutres à Gérardmer.
En 2000 et 2001, de longs et durs conflits sociaux portant sur les conditions de travail entravent l'entreprise qui perd en conséquence des marchés auprès des collectivités territoriales vosgiennes et lorraines.
En août 2002, l'entreprise est mise en redressement judiciaire par le tribunal de commerce d’Épinal. Elle emploie alors 360 personnes et a réalisé une perte de 2 millions d'euros.
En juillet 2003, la STAHV est rachetée au tribunal de commerce d'Épinal :
- la société Connex (groupe Veolia Environnement) reprend (pour 1,5 M€) 17 lignes régulières et 97 lignes scolaires de la STAHV, et s'engage à conserver 240 des 311 salariés restants.
- la société des Courriers Mosellans (groupe Keolis) reprend (pour 0,476 M€) une petite dizaine de lignes en Meurthe-et-Moselle, ainsi que 4 salariés[6].

L'entreprise reste dans la mémoire des Vosgiens comme une pionnière dans le développement du tourisme routier.